# SWAT Kats: Radykalny szwadron
SWAT Kats: Radykalny szwadron (ang. SWAT Kats: The Radical Squadron) – amerykański serial animowany wyprodukowany przez studio Hanna-Barbera w reżyserii Christiana i Yvona Tremblayów. 

## Opis fabuły
Akcja serialu rozgrywa się w fikcyjnej metropolii zwanej Megakat City. Bohaterami serialu są antropomorficzne koty – Chance Furlong i Jake Clawson, którzy zakładają oddział "SWAT Kats", które ma za zadanie chronić miasto Megakat City przed złym wrogiem – Mrocznym Kotem (ang. Dark Cat).

## Odcinki
- Serial liczy 26 odcinków.
- Serial emitowany w Stanach Zjednoczonych w TBS.
- Serial emitowany w Polsce w TVP2.

### Spis odcinków
| Nr             | Polski tytuł | Angielski tytuł                   |
| -------------- | ------------ | --------------------------------- |
|                |              |                                   |
| SERIA PIERWSZA |              |                                   |
|                |              |                                   |
| 01             |              | The Pastmaster Always Rings Twice |
|                |              |                                   |
| 02             |              | The Giant Bacteria                |
|                |              |                                   |
| 03             |              | The Wrath of Dark Kat             |
|                |              |                                   |
| 04             |              | Destructive Nature                |
|                |              |                                   |
| 05             |              | The Metallikats                   |
|                |              |                                   |
| 06             |              | Bride of the Pastmaster           |
|                |              |                                   |
| 07             |              | Night of the Dark Kat             |
|                |              |                                   |
| 08             |              | Chaos in Crystal                  |
|                |              |                                   |
| 09             |              | The Ghost Pilot                   |
|                |              |                                   |
| 10             |              | Metal Urgency                     |
|                |              |                                   |
| 11             |              | The Ci-Kat-A                      |
|                |              |                                   |
| 12             |              | Enter the Madkat                  |
|                |              |                                   |
| 13             |              | Katastrophe                       |
|                |              |                                   |
| SERIA DRUGA    |              |                                   |
|                |              |                                   |
| 14             |              | Mutation City                     |
|                |              |                                   |
| 15             |              | A Bright and Shiny Future         |
|                |              |                                   |
| 16             |              | When Strikes Mutilor              |
|                |              |                                   |
| 17             |              | Razor's Edge                      |
|                |              |                                   |
| 18             |              | Cry Turmoil                       |
|                |              |                                   |
| 19             |              | SWAT Kats Unplugged               |
|                |              |                                   |
| 20             |              | The Deadly Pyramid                |
|                |              |                                   |
| 21             |              | Caverns of Horror                 |
|                |              |                                   |
| 22             |              | Volcanus Erupts!                  |
|                |              |                                   |
| 23             |              | The Origin of Dr. Viper           |
|                |              |                                   |
| 24             |              | The Dark Side of the SWAT Kats    |
|                |              |                                   |
| 25             |              | Unlikely Alloys                   |
|                |              |                                   |
| 26             |              | (Kats Eye News) A Special Report  |
|                |              |                                   |